# Dillingen an der Donau
Dillingen an der Donau (česky Dillingen na Dunaji nebo Dillingen nad Dunajem) je velké okresní město stejnojmenného okresu v bavorském obvodu Švábsko v Německu. Má přibližně 20 tisíc obyvatel.

## Kultura
Z města pochází německá punkrocková hudební skupina Killerpilze.

## Partnerská města
- Bondeno, Itálie
- Brand-Erbisdorf, Sasko, Německo
- Naas, Irsko

## Slavní rodáci
- Sebastian Englert – německý misionář, člen Řádu menších bratří kapucínů a odborník na jazyk a kulturu Velikonočního ostrova
- Friedrich Rittelmeyer – evangelický teolog a zakladatel Obce křesťanů